# 桂家河
桂家河，又称安西河，位于中国贵州省西南部，是六枝河左岸支流，发源于安顺市西秀区幺铺镇凉水井，西南流入镇宁布依族苗族自治县蜜蜂水库，经重阳坎至洞口，伏流入桂家湖水库，出库后西流至镇宁县丁旗镇转向南，至黄果树镇石头寨以南汇入六枝河。河长39千米，河道平均比降8.34‰，流域面积308平方千米。